# Tombstone
|  | For filmen af samme navn, se Tombstone (film) |
Tombstone – "the Town Too Tough to Die" er en by i Cochise County, Arizona, USA. Byen blev stiftet i 1879 i et område som da blev kaldt Arizona Territory. Ved folketællingen i 2000 havde byen et indbyggertal på 1.504.

## Historie
En dag i 1877 stod guldgraveren Ed Schieffelin i Camp Huachuca og kiggede mod bjergene i nordøst. Bjergenes rige farver så lovende ud for ham, og han besluttede at tage derop og grave lidt. Han fortalte soldaten som stod ved siden af ham om sin beslutning, og soldaten advarede ham om at Apacherne kontrollerede området og sagde til ham: "All you'll find in those hills is your tombstone" ("Alt du vil finde i de bjerge er din gravsten").
I februar 1878 besluttede Schieffelin at tage ud alene for at søge efter sin formue. Han fandt en rig sølvåre (på stedet hvor han gemte sig i to nætter for Apache-indianere) og med tanken om soldatens bemærkning, registrerede han to lodder: "the Tombstone" (gravsten) og "the Graveyard" (kirkegård).
Han besluttede at vise åren til sin bror Al, og for at bedømme åreværdien rejste han hele vejen til Signal, som nu er en spøgelsesby omkring 272 km i luftlinje fra Tombstone. Brødrene returnerede med en vurderingsmand fra Signal, Richard K.Gird (som byggede et malmvaskeri langs østbredden af San Pedro River i Millville), og han indså årens værdi og overtalte brødrene til at han blev deres partner.
På tilbagevejen fandt Ed to steder mere med sølvårer i løbet af to dage og registrerede lodderne som "Lucky Guss" (heldig karl/person – det kaldte han sig selv) og "the Toughnut" (hård nød – da han regnede med at det vil blive en svær åre at følge "a tough nut to crack" – "en svær nød at knække"). Et udbytte af 40 millioner dollars i sølv (værdi af 1.7 milliarder dollars i dag) blev resultatet fra disse og andre miner i området mellem 1880-1886.
Tombstone, som blomstrede op under jagten på sølvet i starten af 1880'erne, var kendt som en af vestens mest berygtede og voldelige byer – her var sølvet konge – men alligevel var Tombstone den største og mest fornemme og kulturelle by i vesten. Den havde 4 kirker, skole, to banker, avis ("The Epitaph"), en opera og et indbyggertal på 15.000. En brand raserede hovedgaden i 1881 og 1882 og hver gang blev byen genbygget. Ed Schieffelin forlod Tombstone og rejste efter et nyt eventyr til Yukon.
Selv om historien er blevet fortalt af Hollywood og af mange kendte historikere om at Tombstone var stedet, hvor man levede hurtigt og døde brat, så var det i virkeligheden farligere at leve i Charleston og Millville, som var mere voldelige end Tombstone. Nogle af dem, der faktisk kom ulykkeligt af dage, ligger begravet på byens Boot Hill Graveyard.

## Ekstern henvisning
- Byens officielle hjemmeside